# Плесо (Кічменгсько-Городецький район)
Пле́со (рос. Плесо) — присілок у складі Кічменгсько-Городецького району Вологодської області, Росія. Входить до складу Кічмензького сільського поселення.

## Населення
Населення — 21 особа (2010; 31 у 2002).
Національний склад (станом на 2002 рік):
- росіяни — 100 %